# Pero pala
Pero pala là một loài bướm đêm trong họ Geometridae.